# Olivier Boscagli
Olivier Boscagli, né le 18 novembre 1997 à Monaco, est un footballeur français. Il évolue au poste de défenseur au sein du club de Brighton & Hove Albion.

## Biographie

### OGC Nice
Évoluant au poste de défenseur central, il commence sa carrière junior au club de Beausoleil en 2003. Huit ans plus tard, il rejoint l'OGC Nice en juillet 2011, mais n'y reste que quelques mois, avant de retourner à Beausoleil dès novembre 2011, pour y rester jusqu'en 2013. Il retourne alors à l'OGC Nice.
Avec les Aiglons, Olivier Boscagli fait ses débuts professionnels le 25 avril 2015, à l'occasion d'une défaite au stade de la route de Lorient contre le Stade rennais. Titularisé par Claude Puel, il est remplacé en fin de match par Niklas Hult. Lors de cette fin de saison 2014-2015, il dispute une deuxième rencontre de Ligue 1, remportée par les Niçois contre le Toulouse FC. La saison suivante, il marque son premier but chez les professionnels, face au Montpellier HSC, le 18 décembre 2015. Il prend part à onze rencontres pour sa seconde saison professionnelle.[réf. nécessaire]
Le 17 juillet 2019, Olivier Boscagli quitte l'OGC Nice et s'engage avec le PSV Eindhoven pour une durée de quatre ans contre une indemnité qui s'élève à deux millions d'euros,.
Le 11 avril 2022, Boscagli subit une rupture des ligaments croisés. Cette blessure l'éloigne des terrains pendant environ 10 mois, jusqu'en février 2023.

### Sélection
Olivier Boscagli est sélectionné à plusieurs reprises en équipe de France, avec les moins de 17, les moins de 18 et les moins de 19 ans. Il remporte le championnat d'Europe des moins de 19 ans en 2016.

## Statistiques
| Saison                | Club                   | Championnat           | Championnat | Championnat | Coupe nationale | Coupe nationale | Coupe de la Ligue | Coupe de la Ligue | Compétition(s) continentale(s) | Compétition(s) continentale(s) | Compétition(s) continentale(s) | Total | Total |
| Saison                | Club                   | Division              | M.          | B.          | M.              | B.              | M.                | B.                | Comp.                          | M.                             | B.                             | M.    | B.    |
| 2014-2015             | OGC Nice               | Ligue 1               | 2           | 0           | -               | -               | -                 | -                 | -                              | -                              | -                              | 2     | 0     |
| 2015-2016             | OGC Nice               | Ligue 1               | 11          | 1           | 1               | 0               | 1                 | 0                 | -                              | -                              | -                              | 13    | 1     |
| 2016-2017             | OGC Nice               | Ligue 1               | 1           | 0           | -               | -               | 1                 | 0                 | C3                             | 2                              | 0                              | 4     | 0     |
| 2017-2018             | OGC Nice               | Ligue 1               | -           | -           | -               | -               | -                 | -                 | C1                             | 1                              | 0                              | 1     | 0     |
| 2018-2019             | OGC Nice               | Ligue 1               | 14          | 0           | 2               | 0               | -                 | -                 | -                              | -                              | -                              | 16    | 0     |
| Sous-total            | Sous-total             | Sous-total            | 28          | 1           | 3               | 0               | 2                 | 0                 | -                              | 3                              | 0                              | 36    | 1     |
| 2017-2018             | Nîmes Olympique (prêt) | Ligue2                | 28          | 0           | 1               | 0               | -                 | -                 | -                              | -                              | -                              | 29    | 0     |
| 2019-2020             | PSV Eindhoven          | Eredivisie            | 12          | 0           | 2               | 0               | -                 | -                 | C3                             | 4                              | 0                              | 18    | 0     |
| 2020-2021             | PSV Eindhoven          | Eredivisie            | 30          | 2           | 2               | 0               | -                 | -                 | C3                             | 10                             | 0                              | 42    | 2     |
| 2021-2022             | PSV Eindhoven          | Eredivisie            | 28          | 4           | 4               | 0               | -                 | -                 | C1+C3                          | 4+10                           | 0+0                            | 46    | 4     |
| 2022-2023             | PSV Eindhoven          | Eredivisie            | 7           | 1           | 1               | 0               | -                 | -                 | -                              | -                              | -                              | 8     | 1     |
| 2023-2024             | PSV Eindhoven          | Eredivisie            | 33          | 3           | 2               | 0               | -                 | -                 | C1                             | 11                             | 0                              | 46    | 3     |
| 2024-2025             | PSV Eindhoven          | Eredivisie            | 30          | 1           | 2               | 0               | -                 | -                 | C1                             | 11                             | 0                              | 43    | 1     |
| Sous-total            | Sous-total             | Sous-total            | 141         | 11          | 13              | 0               | -                 | -                 | -                              | 50                             | 0                              | 204   | 11    |
| Total sur la carrière | Total sur la carrière  | Total sur la carrière | 206         | 11          | 17              | 0               | 2                 | 0                 | -                              | 53                             | 0                              | 278   | 11    |

## Palmarès

### En club
Nîmes Olympique
- Championnat de Ligue 2
  - Vice-champion en 2018

 PSV Eindhoven
- Championnat des Pays-Bas
  - Champion en 2024 et 2025
  - Vice-champion en 2021, 2022 et 2023
- Supercoupe des Pays-Bas
  - Vainqueur en 2021, 2022 et 2023
  - Finaliste en 2024
- Coupe des Pays-Bas
  - Vainqueur en 2022 et 2023

### En sélection nationale
Avec l'équipe de France des moins de 19 ans, il remporte l'Euro en 2016.